# Samuel Rosenthal
Samuel Rosenthal foi um famoso mestre de xadrez franco-polonês. Apesar de não participar com frequência de torneios de primeira classe, ele conseguiu vencer a maioria dos principais jogadores da época como Adolf Anderssen, Joseph Blackburne, Chigorin, George Mackenzie, James Mason, Louis Paulsen, Steinitz e Johannes Zukertort. Rosenthal também é reconhecido internacionalmente pelas exibições simultâneas e às cegas que realizava.